# Aegolipton bawangum
Aegolipton bawangum är en skalbaggsart som beskrevs av Komiya 2005. Aegolipton bawangum ingår i släktet Aegolipton och familjen långhorningar. Inga underarter finns listade i Catalogue of Life.